# Diahogna pisauroides
Diahogna pisauroides är en spindelart som beskrevs av Volker W. Framenau 2006. Diahogna pisauroides ingår i släktet Diahogna och familjen vargspindlar.
Artens utbredningsområde är Northern Territory, Australien. Inga underarter finns listade i Catalogue of Life.